# Storen
Storen, også kaldt Store Skagastølstind, er Norges tredjehøjeste bjerg og er den sydligste top af Skagastølstinderne. Storen er det eneste af Norges tre højeste bjerge som kræver klatring for at nå toppen.
Storen er en del af Norges højstbeliggende bjergryg, Styggedals- og Skagastølsryggen, som ligger i fjeldområdet Hurrungane i den sydvestlige del af Jotunheimen. Storen ligger på grænsen mellem Luster og Årdal kommuner i Vestland fylke. Toppen markerer kommunegrænsen.
Storen blev besteget første gang 21. juli 1876 af William Cecil Slingsby. Dette var den største klatrepræstation i Norge indtil da. Slingsbys oprindelige rute, via det som nu hedder Slingsbybræen og Mohns skar, er nu mindre brugt, og fjeldet har en række andre klatreruter af forskellig sværhedsgrad. De såkaldte Andrews- og Heftyes-ruter giver enklere adkomst og kort fin klatring og er derfor de mest brugte.

## Eksterne link
- Beskrivelse Skagastølstindene

61°27′41″N 7°52′17″Ø / 61.4614°N 7.8714°Ø